# Fulk Al Salamah (du thuyền 2016)
Fulk Al Salamah ("Con tàu hòa bình") là một chiếc siêu du thuyền hiện phục vụ trong Hải đội Du thuyền Hoàng gia Oman kể từ khi hoàn thành vào năm 2016. Với chiều dài 164 mét (538 ft 1 in), Fulk Al Salamah là du thuyền dài thứ hai thế giới tính đến năm 2022.